# Diecezja Berbérati
Diecezja Berbérati (łac. Dioecesis Berberatensis) – diecezja rzymskokatolicka w Republice Środkowoafrykańskiej. 28 maja 1940 roku została erygowana prefektura apostolska. Podniesiona do rangi wikariatu apostolskiego 13 marca 1952 roku. Ustanowiona diecezją 14 września 1955 roku.

## Główne świątynie
- Katedra: Katedra Najświętszego Serca Jezusowego w Berbérati

## Biskupi diecezjalni
Prefekci apostolscy.
1941–1952. O. Pietro Alcantara da Habas (O.F.M. Cap.)
Wikariusze apostolscy.
1954–1955. Bp Alphonse-Célestin-Basile Baud (O.F.M. Cap.)
Biskupi diecezjalni.
1955–1979. Bp Alphonse-Célestin-Basile Baud (O.F.M. Cap.)
1987–1991. Bp Jérôme-Michel-Francis Martin (O.F.M. Cap.)
1991–2010. Bp Agostino Giuseppe Delfino (O.F.M. Cap.)
2012– nadal Bp Dennis Kofi Agbenyadzi (Towarzystwo Misji Afrykańskich)